# 환상목 증후군
환상목 증후군 (PES)은 눈의 제거 (핵 제거, 내장 적출) 이후 눈에서 헛통증이 느껴지며 환각이 보이는 증상이다.

## 같이 보기
- 시각 기관
- 샤를 보네 증후군
- 헛팔다리